# Chiese della Pace
Le chiese della Pace (in polacco kościoły Pokoju, in tedesco Friedenskirchen) di Jawor e Świdnica si trovano in Polonia, nel voivodato della Bassa Slesia, e sono i più grandi edifici religiosi in legno dell'intera Europa. Quella di Głogów bruciò nel 1758.
Tre chiese luterane vennero costruite nella Bassa Slesia durante il XVII secolo, al tempo del conflitto che seguì alla pace di Vestfalia, con il permesso dell'imperatore. La chiesa di Głogów, come detto, bruciò nel 1758, le altre due di Jawor e Świdnica vennero restaurate grazie ad una cooperazione polacco-tedesca.
Vincolate da condizioni fisiche e politiche, le chiese sono una testimonianza della lotta per la ricerca di una libertà religiosa ed una rara espressione della fede luterana in un idioma generalmente associato con la Chiesa cattolica degli Asburgo. Grazie alla pace di Vestfalia ai protestanti della Slesia venne permesso di costruire tre chiese, ma avrebbero dovuto costruirle al di fuori delle mura cittadine, ed utilizzando solo legna, senza chiodi. Le chiese della pace fanno parte dei Patrimoni dell'umanità dell'UNESCO.
La chiesa di Jawor è dedicata al Santo Spirito, quella di Świdnica alla Trinità.